# Metropolia Diamantina
Metropolia Diamantina – metropolia Kościoła rzymskokatolickiego w Brazylii. Składa się z metropolitalnej archidiecezji Diamantina i czterech diecezji. Została erygowana 28 czerwca 1917 konstytucją apostolską Quandocumque se praebuit papieża Benedykta XV. Od 2016. godność arcybiskupa metropolity sprawuje abp Darci José Nicioli.
W skład metropolii wchodzą:
- Archidiecezja Diamantina
  - Diecezja Almenara
  - Diecezja Araçuaí
  - Diecezja Guanhães
  - Diecezja Teófilo Otoni

Prowincja kościelna Diamantina wraz z metropoliami Belo Horizonte, Juiz de Fora, Mariana, Montes Claros, Pouso Alegre, Uberaba i Vitória tworzą region kościelny Wschód II (Regional Leste II), zwany też regionem Minas Gerais e Espírito Santo.

## Metropolici
- Joaquim Silvério de Sousa (1917 – 1933)
- Serafim Gomes Jardim (1934 – 1953)
- José Newton de Almeida Baptista (1954 – 1960)
- Geraldo de Proença Sigaud (1960 – 1980)
- Geraldo Majela Reis (1981 – 1997)
- Paulo Lopes de Faria (1997 – 2007)
- João Bosco Oliver de Faria (od 2007 – 2016)
- Darci José Nicioli (od 2016)